# Yapesische Sprache
Yapesisch (Eigenbezeichnung: Waab) ist eine ozeanische Sprache, die auf der Insel Yap und zehn umliegenden Inseln in den Föderierten Staaten von Mikronesien von etwa 5.130 Personen gesprochen wird. Die Wortstellung ist Verb-Subjekt-Objekt.
Der Wortschatz des Yapesischen wurde während der spanischen Besetzung (um 1500) durch die spanische Sprache beeinflusst. Während der deutschen Besetzung Ende des 19. Jahrhunderts flossen deutsche Wörter mit ein, nach dem Ersten Weltkrieg außerdem auch japanische und englische Wörter.

## Schrift
Das Yapesische wird in einer lateinischen Schrift geschrieben. Yapesisch erschien das erste Mal schriftlich in einer Arbeit über die yapesische Grammatik, Primer Ensayo de Gramatica de la lengua de Yap, die vom spanischen Missionar Fr. Ambrosio de Valencina 1888 in Manila veröffentlicht wurde.
Das auf dem Spanischen basierende Alphabet von Fr. de Valencina wurde bis 1972 benutzt und von einem vom Yapesischen Orthographiekomitee entwickeltem Alphabet ersetzt. Noch sind nicht alle Änderungen, beispielsweise die Aussprache des Buchstabens q als stimmlosen glottalen Plosiv, übergreifend in Gebrauch.

## Sprachbeispiel
Allgemeine Erklärung der Menschenrechte, Artikel 1:

„Gubine gidii mani gargeleg nga faileng nibapuf matt’awen nge rogon. Bay laniyan nipii e nam, ere ngauda ted matt’aawen e chaa niba chugur ngoded nimod walag dad.“

„Alle Menschen sind frei und gleich an Würde und Rechten geboren. Sie sind mit Vernunft und Gewissen begabt und sollen einander im Geist der Brüderlichkeit begegnen.“